# Heimkirchen
Heimkirchen ist ein Ortsteil der Ortsgemeinde Niederkirchen in der Verbandsgemeinde Otterbach-Otterberg im Landkreis Kaiserslautern in Rheinland-Pfalz.

## Lage
Heimkirchen liegt im Nordpfälzer Bergland östlich der Kernortes Niederkirchen, mit dem es baulich mittlerweile zusammengewachsen ist und ist überwiegend von landwirtschaftlich genutzten Flächen umgeben. Durch den Ort beziehungsweise sein Einzugsgebiet fließen der Steinbach samt seinen Nebenflüssen Nedinger Bach, Holborner Bach und Bornbach. Zu Heimkirchen gehören zusätzlich die Wohnplätze Holbornerhof, Karlshöhe und Kreuzhof.

## Geschichte
Bis zum Ende des 18. Jahrhunderts gehörte der Ort zur Herrschaft Schallodenbach der Sickinger. Von 1798 bis 1814, als die Pfalz Teil der Französischen Republik (bis 1804) und anschließend Teil des Napoleonischen Kaiserreichs war, war Heimkirchen in den Kanton Otterberg eingegliedert. 1824 hatte der Ort insgesamt 324 Einwohner. Von 1818 bis 1862 war der Ort Bestandteil des Landkommissariat Kaiserslautern, das anschließend in ein Bezirksamt umgewandelt wurde.
1928 hatte Heimkirchen 466 Einwohner, die in 87 Wohngebäuden lebten. Die Protestanten besaßen seinerzeit eine Pfarrei vor Ort, während die Katholiken zu derjenigen von Schallodenbach gehörten. 1938 wurde der Ort in den Landkreis Kaiserslautern eingegliedert. Nach dem Zweiten Weltkrieg wurde Heimkirchen innerhalb der französischen Besatzungszone Teil des damals neu gebildeten Landes Rheinland-Pfalz. Im Zuge der ersten rheinland-pfälzischen Verwaltungsreform wurde Heimkirchen am 7. Juni 1969 nach Niederkirchen eingemeindet, innerhalb derer es seither einen Ortsbezirk bildet.

## Politik
Der Ortsteil Heimkirchen ist als Ortsbezirk ausgewiesen. Dem Ortsbeirat gehören neun Beiratsmitglieder an, den Vorsitz im Ortsbeirat führt der direkt gewählte Ortsvorsteher.
Bei der Kommunalwahl am 9. Juni 2024 wurde der Beirat in einer personalisierten Verhältniswahl gewählt.
Die Sitzverteilung im Ortsbeirat:
| Wahl | SPD | CDU | FWG | Gesamt  |
| ---- | --- | --- | --- | ------- |
| 2024 | 3   | −   | 6   | 9 Sitze |
| 2019 | 4   | −   | 5   | 9 Sitze |
| 2014 | 4   | 1   | 4   | 9 Sitze |
| 2009 | 5   | 1   | 3   | 9 Sitze |

- FWG = Freie Wählergruppe Niederkirchen e. V.

Ortsvorsteher ist Jürgen Lanzer (FWG). Bei der Direktwahl am 26. Mai 2019 wurde er mit einem Stimmenanteil von 65,05 % gewählt und am 9. Juni 2024 als einziger Bewerber mit 82,61 % für weitere fünf Jahre in seinem Amt bestätigt.

## Infrastruktur
Mit der Protestantischen Kirche, einem Kriegerdenkmal, einem Inschriftstein, der Holborner Mühle und zwei Hofanlagen stehen insgesamt sechs Objekte unter Denkmalschutz. Durch den Ort führt außerdem die Kreisstraße 31, die ihn mit Kreimbach-Kaulbach sowie Schallodenbach verbindet. Im Ort befindet sich zudem ein Reiterverein. Außerdem existiert der Naturlehrpfad Alte Welt. Früher befand sich im Ort eine protestantische Schule.

## Paläontologie
Vor Ort wurden Fossilien von Süßwasserhaien sowie von Sclerocephalus gefunden.